# クルト・ヘンゼル

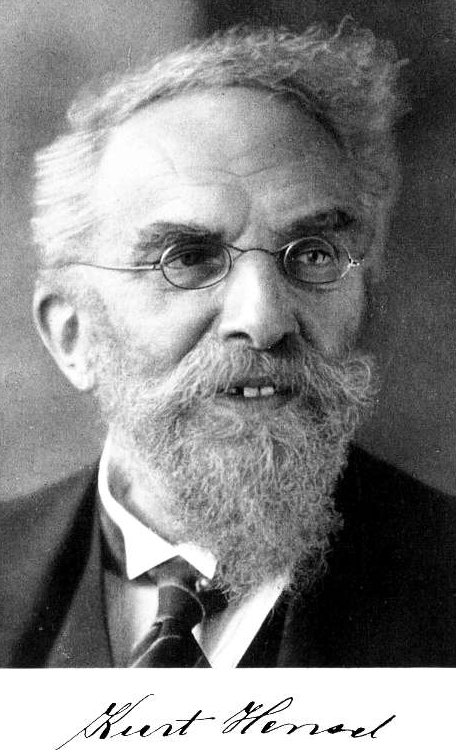
クルト・ヘンゼル

クルト・ウィルヘルム・セバスチャン・ヘンゼル（独: Kurt Wilhelm Sebastian Hensel、1861年12月29日 - 1941年6月1日）は、ドイツの数学者。ケーニヒスベルク生まれ。

## 生涯
父は地主で企業家（Sebastian Hensel）であり、兄は哲学者（Paul Hensel）、祖母は作曲家ファニー・メンデルスゾーン、祖父は画家ヴィルヘルム・ヘンゼルであり、その祖先は哲学者モーゼス・メンデルスゾーンである。
ベルリン大学とボン大学で数学を学び、レオポルト・クロネッカーやカール・ワイエルシュトラスに師事した。
後にマールブルク大学の教授となり、1930年まで勤めた。また数学の学会誌 クレレ誌（Crelle's Journal ）の編集者も務めた。
1897年、p進数を考案し、それを様々な形で導入したことで知られている。p進数は20世紀の数論や他の分野で重要性が増していった。